# Feysville
Feysville is een spookdorp in de regio Goldfields-Esperance in West-Australië.

## Geschiedenis
In 1895 vond een groep van elf goudzoekers onder leiding van Henry Fey goud in de streek. De Feysville-goudmijn werd ontwikkeld en in 1898 werd het plaatsje Feysville er officieel gesticht. Het werd naar Henry Fey vernoemd.
Van eind de jaren 1890 tot 1928 was het Feysville Hotel er actief. In de omgeving van het plaatsje werden voortdurend mijnactiviteiten opgestart en terug stil gelegd. In 1902 waren slechts 9 goudzoekers actief rondom Feysville. Het jaar erop begonnen ze een bierstaking tegen de dure prijzen in het hotel. Bierstakingen duurden meestal niet lang op de goudvelden.
In 1919 vond er een korte goldrush plaats na de opening van de Celebration-goudmijn. Er werden verschillende leases net ten zuiden van Feysville opgenomen, op wat het Hampton-goudveld werd genoemd. In 1928 waren nog een dertigtal goudzoekers actief binnen een radius van ongeveer 10 kilometer rondom Feysville.

## 21e eeuw
Feysville maakt deel uit van het lokale bestuursgebied (LGA) City of Kalgoorlie-Boulder. Het bedrijf 'Anglo Australian Resources' delft nog goud op verschillende plaatsen rondom Feysville.

## Transport
Feysville ligt aan de Goldfields Highway, 620 kilometer ten oostnoordoosten van de West-Australische hoofdstad Perth, 156 kilometer ten noorden van Norseman en 25 kilometer ten zuidzuidoosten van Kalgoorlie, de hoofdplaats van het lokale bestuursgebied waarvan het deel uitmaakt.
De langs Feysville lopende Esperance Branch Railway maakt deel uit van het goederenspoorwegnetwerk van Arc Infrastructure.

## Klimaat
Feysville kent een warm steppeklimaat, BSh volgens de klimaatclassificatie van Köppen.